# Хос-Апараныдон
Хос-Апараныдон — река в России, протекает в Алагирском и Дигорском районах республики Северная Осетия-Алания. Длина реки составляет 11 км. Площадь водосборного бассейна — 37,3 км².
Начинается на склоне горы Кионхох Скалистого хребта. Течёт в северо-восточном направлении через буково-грабовый лес. Впадает в Урсдон (меняющий при этом название с Ахсенчаг на Савердон) слева в 43 км от его устья у подножия горы Ахшкянан.
Основные притоки - река Хераудон (пр) и река в урочище Баканком (лв).

## Данные водного реестра
По данным государственного водного реестра России относится к Западно-Каспийскому бассейновому округу, водохозяйственный участок реки — Терек от впадения реки Урсдон до впадения реки Урух. Речной бассейн реки — Реки бассейна Каспийского моря междуречья Терека и Волги.
Код объекта в государственном водном реестре — 07020000312108200003656.